# Црква Светих Петра и Павла у Јеревану
Црква Светих Петра и Павла (јерм. Սուրբ Պողոս-Պետրոս Եկեղեցի; Surp Poghos-Petros yekeghetsi) била је јерменска апостолска црква у Јеревану, главном граду Јерменије. Изграђена је током 5. и 6. века, а срушена је новембра 1930. године како би се изградио Московски биоскоп у улици Абовјан.

## Историја
Према јерменском историчару Кару Гафадарјану, црква Светих Петра и Павла била је највећа и најстарија црква у старом Јеревану. Ово није била једина црква у старом Јеревану, јер, када је 607. године новоизабрани католикос Јерменије Абрахам I одржао скуп у граду Двину, позвао је свештенике са територија које је контролисало Византијско царство, као и два свештеника из Јеревана, што указује на чињеницу да су у Јерменији у то доба постојале бар две велике цркве. Током 17. века, француски путописац Жан Шардин је посетио Јереван и у својим описима града поменуо да је постојао велики број цркава у старом Јеревану, али није поменуо црвку под именом „Сурп Погос-Петрос”, односно није поменуо ову цркву.
Године 1679. је велики земљотрес погодио Јереван и сравнио већи део града и уништио многе грађевине, како у граду, тако и у околини. Међу тим грађевинама нашла се и ова црква. Део источне регије цркве је преживео, а остатак је убрзо обновљен из рушевина. Нова реконструисана црква очувала је старо име и остала је посвећена истим светитељима.
Не постоје познате историјске референце за обнављање цркве Светих Петра и Павла. Међутим, црква је највероватније реконструисана крајем 17. века. Гафадарјан је нашао године 1691. и 1692. урезане на неким од хачкара који су уграђени у источне и северне зидове цркве. На основу још два натписа Гафадарјан закључује да су касније вршене поновне рестаурације. Први натпис, који се налази на луку јужне фасаде, говори да је црква обновљена 1778. године, док се у другом натпису, нађеном на северном зиду, наводи да је црква обновљена 1820. године уз финансијску помоћ становника града.

### Рушење
Новембра 1930. године, црвка Светих Петра и Павла је срушена од стране окупаторског совјетског режима како би се изградио Московски биоскоп. Многи хачкари и друге верске грађевине, попут цркава, капела и светилишта, били су уништени широм земље током овог периода како би се елиминисала религија коју комунистички режим није подржавао. Неки фрагменти црквених зидова преживели су до данашњих дана и они се сада налазе у Јереванском историјском музеју и Историјском музеју Јерменије.

## Нова црква и јавна контроверза
Дана 25. фебруара 2010. године, јерменска влада одобрила је предлог пројекта за преузимање руководства над Московским биоскопом и присвајање земљишта које тренутно заузима овај биоскоп и биоскопско отворено позориште у улици Абовјан у корист Ечмијазданске катедрале, а у циљу изградње нове цркве на месту некадашње цркве Светих Петра и Павла.
Ова одлука изазвала је негодовање код грађана. Након што је план објављен, настала је група грађана под називом „Сачувајмо позориште на отвореном Московског биоскопа” која је бројала око 5.000 чланова и прикупила преко 18.000 потписа током петиције чији је циљ био заустављање пројекта. Група се обратила католикосу Карекину II Јерменском, као и јерменском премијеру Тиграну Саргсјану, позивајући их на темељну јавну расправу о пројекту, али група и даље није добила никакав одговор.
Многи јерменски архитекти и интелектуалци говорили су у одбрану позоришта на отвореном. Више од 60 јерменских интелектуалаца послало је отворено писмо премијеру Саргсјану са захтевом да се ревидира одлука о изградњи цркве на месту позоришта на отвореном. Неки критичари овај пројекат виде као још један пример мешања Јерменске апостолске цркве у државне послове, а, као одговор на то, представници Јерменске цркве оптужили су критичаре да им „недостаје дужно поштовање према Богу”. Ипак, планови су касније повучени због недостатка простора на датој локацији.

## Галерија
- Звоник на улазу у цркву
- Олтар и апсида цркве Светих Петра и Павла
- Црква Светих Петра и Павла у Јеревану
- Црква Светих Петра и Павла 1930. године